# (2063) Бахус
(2063) Бахус (лат. Bacchus) — околоземный астероид из группы аполлонов, который имеет размеры 1,1×1,1×2,6 км и двухлопастную форму. Бахус принадлежит к астероидам редкого спектрального класса Q и имеет довольно вытянутую орбиту, из-за чего в процессе своего движения вокруг Солнца, пересекает орбиты сразу трёх планет: Венеры, Земли и Марса. Он был открыт 24 апреля 1977 года американским астрономом Чарльзом Ковалем в Паломарской обсерватории и назван в честь бога древнегреческой мифологии Бахуса (Диониса). 

Орбита астероида Бахус и его положение в Солнечной системе
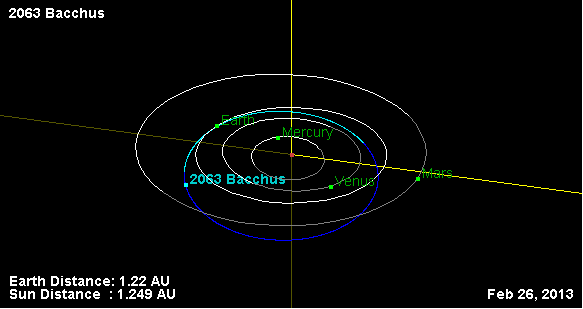
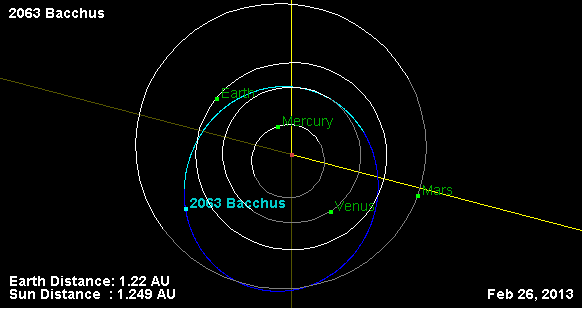

В марте 1996 года группой учёных ЛРД под руководством Стивена Остро и Лэнса Беннера в обсерватории Голдстоун были проведены радиолокационные наблюдения этого астероида, которые позволили построить модель данного объекта. Оптические наблюдения в марте и апреле 1996 года проводили П. Правец, М. Волф и Л. Коткова.